# Флорънс (окръг, Уисконсин)
Вижте пояснителната страница за други значения на Флорънс.
Окръг Флорънс (на английски: Florence County в превод Флоренция) е окръг в щата Уисконсин, Съединени американски щати. Площта му е 1287 km², а населението - 5088 души (2000). Административен център е населеното място Флорънс.